# Aire
Aire je řeka v severní Anglii dlouhá 114 kilometrů. Vytéká z jezera Malham Tarn v národním parku Yorkshire Dales. Protéká tradičním hrabstvím Yorkshire k jihovýchodu přes města Skipton, Keighley, Shipley, Leeds a Castleford, významnými přítoky jsou Worth, Harden Beck a Calder. Dolní tok řeky byl upraven pro lodní plavbu a je součástí systému kanálů Aire and Calder Navigation. U vesnice Airmyn nedaleko estuáru Humber se Aire vlévá zprava do řeky Ouse.
Název řeky pochází z původního keltského Isara (silná řeka), kraj v jejím povodí je známý jako Airedale. Vzhledem k vysoké koncentraci průmyslu byla řeka silně znečištěná, v osmdesátých letech 20. století vznikla občanská iniciativa Eye on the Aire vyvíjející tlak na instalaci čističek, díky jejímž aktivitám se kvalita vody výrazně zvýšila a do řeky se vrátily ryby (pstruh obecný potoční, lipan podhorní, losos obecný) i vydra říční. Nábřeží řeky v Leedsu se díky revitalizaci stalo oblíbenou rekreační zónou; známou turistickou atrakcí na břehu Aire je také Kirkstallské opatství.[zdroj?]